# Rimator pasquieri
Rimator pasquieri е вид птица от семейство Pellorneidae. Видът е застрашен от изчезване.

## Разпространение
Видът е разпространен във Виетнам.